# Igor Musa
Igor Musa (Jajce, 18. listopada 1973.) hrvatski nogometaš.
Nogomet je počeo igrati 1983. godine u Veležu iz Mostara, i tamo ostaje 7 godina dok mu karijeru u Mostaru nije prekinuo Domovinski rat. Za prvu je momčad odigrao 4 utakmice. Jednu sezonu potom igra u Dubrovniku, te 6 mjeseci u Samoboru. U Solinu je pritom bio i na probi za Hajduka, no, nije prošao.
Sljedeća postaja nakon rata je Hrvatski dragovoljac nakon kojeg je postao zapažen igrač 1. HNL. Javnosti se, ipak, najbolje predstavio igrajući u Rijeci kada je bio među najboljim igračima lige tijekom sezone u kojoj klub s Kantride nezasluženo gubi naslov prvaka. Nakon toga 3 godine provodi u Hajduku iz Splita gdje igra standardno. Pri prvom boravku u Hajduku zabilježio je i pobjednički gol iz jedanaesterca protiv Ferencvárosa u Ligi prvaka. Slijedi odlazak u španjolski Xerez gdje provodi sljedeće 2 godine. Nakon uspješnije prve, drugu sezonu više stagnira nego igra. Vraća se naposljetku u 1. HNL oblačivši majicu koprivničkog Slaven Belupa. U Slavenu se, kao desetka kluba, prometnuo u vrlo bitnog igrača i vođu momčadi, dok se 2006. godine ne vraća u Hajduk. Tada postaje bitnim igračem redizajnirane momčadi iz Splita. Već nakon 6 mjeseci dobio je ponudu iz Izraela, ali ga uprava kluba nije htjela pustiti. Međutim, uoči sezone 2007./08. nije bio u planu trenera Pudara te je, usprkos početnom protivljenju predsjednika Grgića, otišao iz Splita u ciparski AEL. U ljeto 2008. prelazi u mostarski Zrinjski. Sa Zrinjskim osvaja nogometnu Premijer ligu BiH u sezoni 2008./09.
Statistika u Hajduku
| Natjecanje        | Nastupi | Zgoditci |
| ----------------- | ------- | -------- |
| Prvenstvo         | 101     | 18       |
| Kup               | 23      | 2        |
| Superkup          | 0       | 0        |
| Međunarodne       | 11      | 0        |
| Splitski podsavez | 0       | 0        |
| Ukupno            | 135     | 20       |
| Prijateljske      | 33      | 8        |
| Sveukupno         | 168     | 28       |